# Выборы в Народное собрание Карачаево-Черкесии (2019)
Выборы депутатов Народного собрания (Парламента) Карачаево-Черкесской Республики шестого созыва состоялись в Карачаево-Черкесии в единый день голосования 8 сентября 2019 года. Партия «Единая Россия» победила (65,04 %) и получила большинство мест (34 из 50). КПРФ получила 6 мест, «Справедливая Россия» и «Патриоты России» — по 3 места, «Гражданская Платформа» и ЛДПР — по 2 места.

## Избирательная система
Депутаты Народного собрания (Парламента) Карачаево-Черкесской Республики избираются на 5 лет по пропорциональной системе.
50 депутатов избираются в едином избирательном округе из партийных списков. Общее число кандидатов в списке должно быть от 30 до 100 человек. Количество кандидатов, не являющихся членами партии, не должно превышать 50 % от всего списка.
Для получения мест партийный список должен преодолеть процентный барьер в 5 %. Если сумма голосов за партии, преодолевшие барьер, составляет менее 50 %, к распределению мандатов поочерёдно допускаются списки, набравшие менее 5 %, пока сумма голосов не превысит 50 %. Если за одну партию отдано более 50 % голосов, а остальные списки набрали менее 5 % голосов, к распределению мандатов допускается партия, которая заняла второе место. Между партиями места распределяются по методу Д’Ондта. Внутри партийных списков мандаты получают в порядке размещения в списке.

## Ключевые даты
- 31 мая 2019 года
  - Народное Собрание (Парламент) Карачаево-Черкесской Республики назначило выборы на 8 сентября 2019 года (единый день голосования).[2]
  - постановление о назначении выборов было опубликовано в СМИ.[3]
- 3 июня Избирательная комиссия Карачаево-Черкесской Республики утвердила календарный план мероприятий по подготовке и проведению выборов.[3]
- с 1 по 30 июня — период выдвижения партийных списков.[3]
  - агитационный период начинается со дня выдвижения и заканчивается и прекращается за одни сутки до дня голосования.[3]
- по 30 июня — период представления документов для регистрации партийных списков.[3]
  - в течение 10 дней после принятия документов для регистрации — принятие решения о регистрации списка либо об отказе в регистрации.[3]
- с 10 августа по 6 сентября — период агитации в СМИ.[3]
- 7 сентября — день тишины.[3]
- 8 сентября — день голосования.

## Кандидаты
Согласно постановлению избирательной комиссии республики, 7 политических партий имели право выставить списки кандидатов без сбора подписей избирателей:
- Единая Россия
- Коммунистическая партия Российской Федерации
- Справедливая Россия
- ЛДПР — Либерально-демократическая партия России
- Патриоты России
- Коммунистическая партия Коммунисты России
- Гражданская Платформа

Для регистрации партиям необходимо было собрать 0,5 % подписей от числа избирателей.
| Номер в бюллетене | Партия                                                     | Первые три кандидата в списке                          | Кандидатов в списке | Статус списка        |  |
| ----------------- | ---------------------------------------------------------- | ------------------------------------------------------ | ------------------- | -------------------- |  |
| 1                 | «Справедливая Россия»                                      | Ренат Акбаев • Инесса Резникова • Хасан Салпагаров     | 33                  | зарегистрирован      |  |
| 2                 | ЛДПР — Либерально-демократическая партия России            | Владимир Жириновский • Олег Жедяев • Александр Чайка   | 35                  | зарегистрирован      |  |
| 3                 | «Патриоты России»                                          | Олег Коджаков • Крым Шнахов • Олег Скорых              | 36                  | зарегистрирован      |  |
| 4                 | «Гражданская Платформа»                                    | Науруз Темрезов • Артём Трифонов • Виктор Бородкин     | 30                  | зарегистрирован      |  |
| 5                 | «Единая Россия»                                            | Рашид Темрезов • Александр Иванов • Альбина Асланукова | 77                  | зарегистрирован      |  |
| 6                 | Коммунистическая партия Российской Федерации               | Кемал Бытдаев • Исмель Биджев • Сергей Ласков          | 57                  | зарегистрирован      |  |
|                   |                                                            |                                                        |                     |                      |  |
|                   | Партия Возрождения России                                  |                                                        |                     | отказано в заверении |  |
|                   | Российская партия пенсионеров за социальную справедливость |                                                        |                     | отказано в заверении |  |
| 1.                |                                                            |                                                        |                     |                      |  |

### Снятие списка КПРФ
5 июля Верховный суд Карачаево-Черкесии по иску партии «Патриоты России» снял с выборов список КПРФ. Причинами обращения стали несоответствие номерного порядка в списках кандидатов, отсутствие кворума на ранее проходившей конференции КПРФ. Коммунисты хотели предоставить доказательства по всем обвинениям однако суд отклонил все ходатайства. КПРФ могло доказать свою правоту, но партии не дали даже вызвать свидетелей — делегатов конференции, и членов счетной и мандатной комиссий, которые могли бы подтвердить позицию партии и опровергнуть обвинения. КПРФ заявили, что будут оспаривать решение в Верховном суде РФ.
19 июля Верховный суд РФ принял решение восстановить регистрацию КПРФ на выборах в Народного Собрание (Парламента) Карачаево-Черкесской Республики.

## Опросы
| Дата | Опрос проводил | ЕР            | КПРФ  | ЛДПР | Родина | КПКР | ПР    | СР    | Другая партия | Не опреде- лились | Испортят бюлле- тень | Иное |       |       |     |      |     |      |
| ---- | -------------- | ------------- | ----- | ---- | ------ | ---- | ----- | ----- | ------------- | ----------------- | -------------------- | ---- | ----- | ----- | --- | ---- | --- | ---- |
| Дата | Опрос проводил | 26—29.03.2019 | ЦИПКР | 40 % | 12 %   | 3 %  | 2,3 % | 1,9 % | Другая партия | Не опреде- лились | Испортят бюлле- тень | Иное | 0,8 % | 0,6 % | 9 % | 12 % | 4 % | 14 % |

## Результаты
| Партия                           | Партия                           | Голоса  | % голосов | +/-     | Мест | +/- | % мест | +/-  |
| -------------------------------- | -------------------------------- | ------- | --------- | ------- | ---- | --- | ------ | ---- |
|                                  | «Единая Россия»                  | 132 421 | 65,04 %   | ▼8,17 % | 34   | ▼3  | 68 %   | ▼6 % |
|                                  | КПРФ                             | 24 785  | 12,17 %   | ▲2,51 % | 6    | ▲1  | 12 %   | ▲2 % |
|                                  | «Справедливая Россия»            | 12 611  | 6,19 %    | ▲0,20 % | 3    | ▬0  | 6 %    | ▬0 % |
|                                  | «Патриоты России»                | 12 072  | 5,93 %    | ▲0,13 % | 3    | ▬0  | 6 %    | ▬0 % |
|                                  | «Гражданская Платформа»          | 10 436  | 5,13 %    | —       | 2    | —   | 4 %    | —    |
|                                  | ЛДПР                             | 10 269  | 5,04 %    | ▼0,06 % | 2    | ▬0  | 4 %    | ▬0 % |
|                                  |                                  |         |           |         |      |     |        |      |
| Действительные бюллетени         | Действительные бюллетени         | 202 594 | 99,50 %   | ▼0,27 % |      |     |        |      |
| Недействительные бюллетени       | Недействительные бюллетени       | 1018    | 0,50 %    | ▲0,27 % |      |     |        |      |
| Всего                            | Всего                            | 203 612 | 100 %     | —       | 50   | ▬0  | 100 %  | —    |
|                                  |                                  |         |           |         |      |     |        |      |
| Бюллетени, выданные на участках  | Бюллетени, выданные на участках  | 199 361 | 97,91 %   | ▲0,44 % |      |     |        |      |
| Бюллетени, выданные вне участков | Бюллетени, выданные вне участков | 4263    | 2,09 %    | ▼0,43 % |      |     |        |      |
|                                  |                                  |         |           |         |      |     |        |      |
| Явка                             | Явка                             | 203 624 | 69,07 %   | ▼3,84 % |      |     |        |      |
| Число избирателей                | Число избирателей                | 294 812 | 100 %     |         |      |     |        |      |

## Формирование
17 сентября 2019 года было проведено первое заседание Народного собрания (Парламента) Карачаево-Черкесской Республики VI созыва. Было сформировано 5 фракций: «Единая Россия» (34 депутата), КПРФ (6 депутатов), «Справедливая Россия», «Патриоты России» (по 3 депутата), «Гражданская Платформа» и ЛДПР (по 2 депутата). Председателем Народного собрания вновь избран Александр Иванов («Единая Россия»). Первым заместителем председателя избран Дагир Смакуев, заместителями председателя — Альбина Асланукова и Мусса Экзеков («Единая Россия»). 24 сентября полномочиями члена Совета Федерации — представителя от Народного собрания (Парламента) КЧР повторно наделён Ахмат Салпагаров («Единая Россия»).
| Депутатские объединения | Депутатские объединения | Членов | Руководитель     |
| ----------------------- | ----------------------- | ------ | ---------------- |
|                         | Единая Россия           | 34     | Александр Иванов |
|                         | КПРФ                    | 6      | Кемал Бытдаев    |
|                         | Справедливая Россия     | 3      | Ренат Акбаев     |
|                         | Патриоты России         | 3      | Олег Коджаков    |
|                         | Гражданская Платформа   | 2      | Науруз Темрезов  |
|                         | ЛДПР                    | 2      | Олег Жедяев      |